# Nancy Burnett
Nancy Burnett (...) è un'attrice statunitense.
Nancy Burnett ha debuttato nel 1970 nel film Fragole e sangue di Stuart Hagmann. Dopo aver preso parte a numerose serie tv, come Falcon Crest, Saranno famosi e Avvocati a Los Angeles, dal 1987 al 2001 ha recitato nel ruolo di Beth Logan nella soap opera Beautiful per 230 episodi.

## Filmografia

### Attrice

#### Cinema
- Fragole e sangue (1970)
- Baby Killer (1974)
- Airport '77 (1977)

#### Televisione
- Mannix - serie TV, 2 episodi (1969-1971)
- Uomini di legge - serie TV, 1 episodio (1971)
- Bronk - serie TV, 3 episodi (1975-1976)
- Petrocelli - serie TV, 1 episodio (1976)
- Baretta - serie TV, 2 episodi (1976)
- Tarantula: The Deathly Cargo - film TV (1977)
- Agenzia Rockford - serie TV, 2 episodi (1978-1979)
- The Other Victim - film TV (1981)
- Falcon Crest - serie TV, 1 episodio (1984)
- Berrenger's - serie TV, 1 episodio (1985)
- Saranno famosi - serie TV, 1 episodio (1986)
- Genitori in blue jeans - serie TV, 1 episodio (1986)
- Avvocati a Los Angeles - serie TV, 4 episodi (1987-1989)
- Beautiful - serie TV, 230 episodi (1987-1990, 1994, 1996-1998, 2001)